# Erechthias eurynipha
Erechthias eurynipha är en fjärilsart som beskrevs av Turner 1923. Erechthias eurynipha ingår i släktet Erechthias och familjen äkta malar. Inga underarter finns listade i Catalogue of Life.